# Zdeněk Máčel
Zdeněk Máčel (9. června 1921 Zdounky – 30. prosince 2002 Kroměříž) byl český akademický malíř, scénograf, sochař, pedagog a grafik. Byl autorem návrhů pro užité umění, mozaik, keramických obrazů a prací s kovem. Byl dlouholetým členem volného sdružení výtvarníků a13 v Krnově. V roce 2004 byl zvolen osobností města Krnova.